# 印度鳓
黑口鰳（学名：Ilisha melastoma），又名短鰳、印度鰳、圓眼仔，为鲱科鳓属的鱼类，分布于印度西太平洋半鹹水、海域，深度0-50公尺，體長可達17公分，棲息在沿海、河口區，可容忍低鹽度水域，以浮游生物為食，生活習性不明，可做為食用魚。

## 扩展阅读
- 維基物種上的相關：黑口鰳